# FC Twente in het seizoen 2009/10 (vrouwen)
Het seizoen 2009/2010 was het 3e jaar in het bestaan van de vrouwentak van de voetbalclub FC Twente. De Tukkers kwamen uit in de Nederlandse Eredivisie en namen deel aan het toernooi om de KNVB beker, waarin het in de halve finales door Ter Leede werd uitgeschakeld.

## Selectie en technische staf
| Nr. |                    | Naam                   | Positie      | Leeft. | Seiz. |
| --- | ------------------ | ---------------------- | ------------ | ------ | ----- |
| 1   | Vlag van Nederland | Tiffany Loeven         | doelvrouw    | 19     | 2     |
| 2   | Vlag van Nederland | Mirte Roelvink         | verdediger   | 23     | 3     |
| 3   | Vlag van Nederland | Félicienne Minnaar     | verdediger   | 20     | 2     |
| 4   | Vlag van Duitsland | Carola Winter          | verdediger   | 22     | 3     |
| 5   | Vlag van België    | Lorca Van De Putte     | verdediger   | 21     | 3     |
| 6   | Vlag van Nederland | Marloes de Boer        | middenvelder | 27     | 3     |
| 7   | Vlag van Nederland | Suzanne de Kort        | aanvaller    | 19     | 1     |
| 8   | Vlag van Nederland | Maayke Heuver          | middenvelder | 19     | 2     |
| 9   | Vlag van Nederland | Anouk Dekker           | aanvaller    | 22     | 3     |
| 10  | Vlag van Nederland | Marloes Hulshof        | middenvelder | 19     | 2     |
| 11  | Vlag van Nederland | Marlous Pieëte         | aanvaller    | 20     | 3     |
| 12  | Vlag van Nederland | Maud Roetgering        | verdediger   | 17     | 1     |
| 13  | Vlag van Nederland | Jolijn Heuvels         | verdediger   | 22     | 3     |
| 14  | Vlag van Nederland | Kirsten Bakker         | verdediger   | 17     | 1     |
| 15  | Vlag van Nederland | Siri Worm              | verdediger   | 17     | 2     |
| 16  | Vlag van Nederland | Ines Roessink          | middenvelder | 17     | 1     |
| 17  | Vlag van Nederland | Ellen Jansen           | aanvaller    | 16     | 2     |
| 18  | Vlag van Nederland | Larissa Wigger         | verdediger   | 17     | 2     |
| 19  | Vlag van België    | Lenie Onzia            | middenvelder | 20     | 2     |
| 20  | Vlag van Nederland | Amber van der Heijde   | middenvelder | 20     | 3     |
| 21  | Vlag van Nederland | Marianne van Brummelen | aanvaller    | 17     | 1     |
| 22  | Vlag van Nederland | Carmen Bleuming        | aanvaller    | 19     | 2     |
| 23  | Vlag van Nederland | Denise van Luyn        | doelvrouw    | 19     | 1     |

| Naam               | Functie              |
| ------------------ | -------------------- |
| Mary Kok-Willemsen | Hoofdtrainer         |
| Arjan Veurink      | Assistent-trainer    |
| Henny Ardesch      | Teammanager          |
| Harry Dost         | Inspanningsfysioloog |
| Erik Maartens      | Keeperstrainer       |
| Liseth Oosterveld  | Fysiotherapeut       |

| Loeven Roelvink Roetgering Bakker Van De Putte Heuver Dekker Hulshof De Kort Jansen Pieëte |
| Meest gebruikelijke formatie                                                               |

## Transfers
Voor aanvang van het nieuwe seizoen werd bekend dat het elftal zes nieuwe gezichten krijgt en een vijftal spelers de club verlaat. Suzanne de Kort komt over van Roda JC. De club uit Kerkrade trok na één seizoen vrouwenvoetbal de stekker uit het elftal. Denise van Luyn kwam over van ADO Den Haag en Marianne van Brummelen werd overgenomen van DTS '35. Uit de eigen jeugd werden Maud Roetgering, Kirsten Bakker en Ines Roessink aan het elftal toegevoegd.
Laura Geurts en Manon Bosch keerden terug naar RKHVV. Anneloes Kock vertrok naar Be Quick '28. Nadja Olthuis en Janneke Bijl vonden onderdak in de Eredivisie. Zij gingen bij respectievelijk sc Heerenveen en FC Utrecht spelen. In de eerste seizoenshelft besloot Carola Winter te stoppen met voetbal.

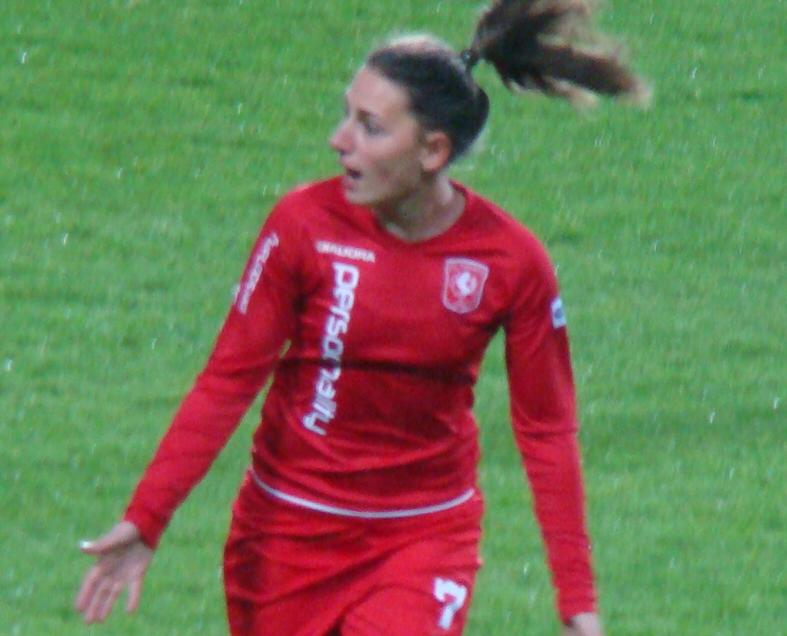
Suzanne de Kort kwam over van Roda JC.

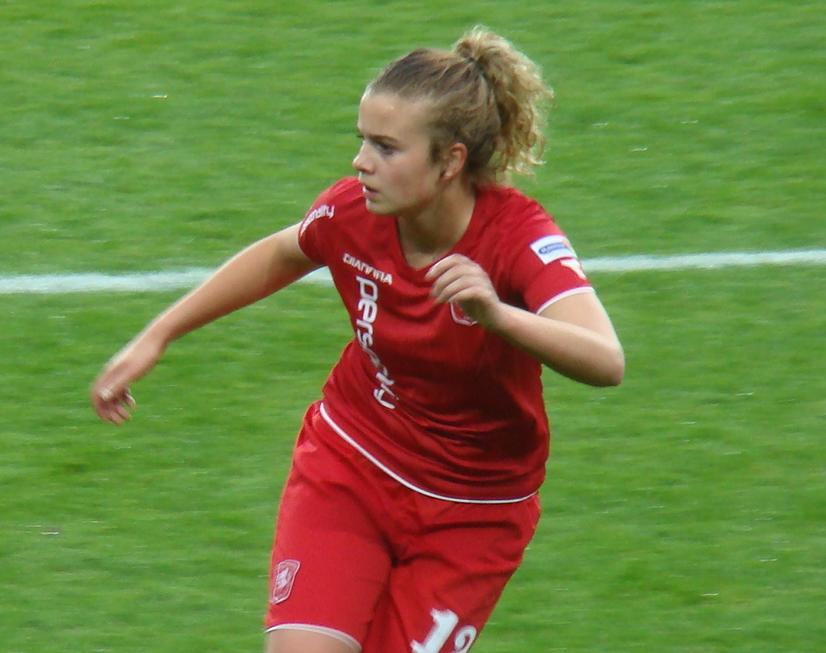
Maud Roetgering werd vanuit de jeugdopleiding overgeheveld naar het eerste elftal.

### Aangetrokken
| Nr. | Nat. | Naam                   | Leeft. | Van          | Type         | Periode | Contract tot | Transfersom |
| --- | ---- | ---------------------- | ------ | ------------ | ------------ | ------- | ------------ | ----------- |
| 7   | NL   | Suzanne de Kort        | 19     | Roda JC      | Transfervrij | Zomer   | medio 2010   | n.v.t.      |
| 23  | NL   | Denise van Luyn        | 19     | ADO Den Haag | Transfervrij | Zomer   | medio 2010   | n.v.t.      |
| 21  | NL   | Marianne van Brummelen | 17     | DTS '35      | Transfervrij | Zomer   | medio 2010   | n.v.t.      |
| 12  | NL   | Maud Roetgering        | 16     | Eigen jeugd  | Transfervrij | Zomer   | medio 2010   | n.v.t.      |
| 14  | NL   | Kirsten Bakker         | 17     | Eigen jeugd  | Transfervrij | Zomer   | medio 2010   | n.v.t.      |
| 16  | NL   | Ines Roessink          | 16     | Eigen jeugd  | Transfervrij | Zomer   | medio 2010   | n.v.t.      |

#### Vertrokken
| Nr. | Nat. | Naam          | Leeft. | Naar          | Type           | Periode | Transfersom | Wed. | Dlpt. |
| --- | ---- | ------------- | ------ | ------------- | -------------- | ------- | ----------- | ---- | ----- |
| 19  | NL   | Laura Geurts  | 18     | RKHVV         | Einde contract | Zomer   | n.v.t.      | 8    | 3     |
| 23  | NL   | Manon Bosch   | 18     | RKHVV         | Einde contract | Zomer   | n.v.t.      | 2    | 0     |
| 13  | NL   | Anneloes Kock | 20     | Be Quick '28  | Einde contract | Zomer   | n.v.t.      | 11   | 0     |
| 1   | NL   | Nadja Olthuis | 23     | sc Heerenveen | Einde contract | Zomer   | n.v.t.      | 17   | 0     |
| 6   | NL   | Janneke Bijl  | 23     | FC Utrecht    | Einde contract | Zomer   | n.v.t.      | 27   | 2     |
| 4   | DE   | Carola Winter | 22     | n.v.t.        | Gestopt        | 1e SH   | n.v.t.      | 52   | 6     |

## Het seizoen

### Eredivisie
De vrouwen van FC Twente kenden een matige competitiestart. In eigen huis werd van ADO Den Haag verloren en de uitwedstrijd die daarop volgde tegen Willem II werd ook verloren. Door het gelijke spel tegen AZ in speelronde drie verliet de ploeg de laatste plaats en nadat daarna FC Utrecht en ADO Den Haag werden verslagen steeg de ploeg zelfs naar een vierde positie. De resultaten bleven echter wisselvallig. In totaal speelde de ploeg maar liefst tien duels gelijk van de twintig, hetgeen een record is in het prille bestaan van de Eredivisie. Vijf maal werd er gewonnen en evenzovaak werd er verloren. De ploeg eindigde uiteindelijk op een vierde plaats, wat de hoogste eindnotering sinds het bestaan tot nu toe is.

### KNVB beker
In het toernooi om de KNVB beker werd de ploeg in de eerste twee ronden gekoppeld aan een amateurvereniging. In Amsterdam werd Wartburgia simpel opzij gezet met 0-4. Ook The Knickerbockers werden verslagen in een uitduel (0-3). In de kwartfinale komt AZ op bezoek in Hengelo. Nadat de ploeg een achterstand had omgezet in een voorsprong, geeft het elftal daarna tot tweemaal toe zelf de voorsprong uit handen. Na reguliere speeltijd was er een gelijke stand, maar na strafschoppen werd de ploeg uit Alkmaar alsnog verslagen. In de halve finales moest Twente het opnemen tegen Ter Leede, die verrassend ADO Den Haag uitschakelden. Tot driemaal toe kwamen de Tukkers op voorsprong tegen de ploeg uit Sassenheim, maar tot driemaal toe wisten de hoofdklassers uit een vrije trap de gelijkmaker te produceren. Weer volgde een strafschoppenreeks, maar ditmaal stapte Twente als verliezer van het veld.

### Blessures
Gedurende het gehele seizoen kon FC Twente niet beschikken over Marloes de Boer, die in de voorbereiding haar voorste kruisband van haar knie afscheurde. In februari werd er de ziekte van Pfeiffer geconstateerd bij Félicienne Minnaar, die daarna alleen nog bij de beloften in actie kwam. Lorca Van De Putte raakte in april geblesseerd tegen ADO Den Haag en kon als gevolg daarvan de rest van het seizoen niet meer in actie komen.

## Wedstrijden

### Oefenduels
| Datum + plaats                       | Wedstrijd                               | Uitslag    | Scoreverloop |
| ------------------------------------ | --------------------------------------- | ---------- | --- |
| 12 augustus 2009 Oldenzaal           | FC Berghuizen - FC Twente               | 0-5 (0-3)  | 18' Dekker 0-1, 23' Dekker 0-2, 33' Van der Heijde 0-3, 50' Wigger 0-4, 70' Roetgering 0-5                                                              |
| 19 augustus 2009 Delden              | Losser B1 (jongens) - FC Twente         | 0-2 (0-0)  | Bleuming 0-1, Heuver 0-2 |
| 22 augustus 2009 Bad Bentheim (Dld.) | FC Bayern München - FC Twente           | 0-0 (0-0)  | |
| 26 augustus 2009 Hengelo             | FC Twente - Quick '20 B1 (jongens)      | 0-0 (0-0)  | |
| 2 september 2009 Hengelo             | FC Twente - HZVV                        | 8-0 (1-0)  | 23' Roelvink 1-0, 66' Bleuming 2-0, 68' Van Brummelen 3-0, 75' Jansen 4-0, 76' Van Brummelen 5-0, 86' Jansen 6-0, 88' Jansen 7-0, 90' Dekker (pen.) 8-0 |
| 9 september 2009 Hengelo             | FC Twente - Excelsior '31 B1 (jongens)  | 1-0 (0-0)  | 50' Amber van der Heijde 1-0 |
| 14 september 2009 Hardenberg         | HHC Hardenberg B1 (jongens) - FC Twente | 1-5 (0-4)1 | 13' De Boer 0-1, 40+3' Jansen 0-2, 42' Pieëte 0-3, 44' Jansen 0-4, 63' Wigger 0-5, 67' HHC 1-5                                                          |
| 17 september 2009 Hengelo            | FC Twente - ON B1 (jongens)             | 0-3        | |
| 23 september 2009 Hengelo            | FC Twente - Be Quick '28                | 4-0        | Van Brummelen 1-0, Dekker 2-0, Van Brummelen 3-0, Van Brummelen 4-0                                                                                     |
| 19 oktober 2009 Hengelo              | BWO B1 (jongens) - FC Twente            | 2-0 (1-0)  | |

1 Het duel tussen HHC en FC Twente eindigde vroegtijdig, omdat doelvrouw Loeven met een ernstige blessure het veld moest verlaten. Eerder in het duel raakte ook aanvoerder De Boer geblesseerd.

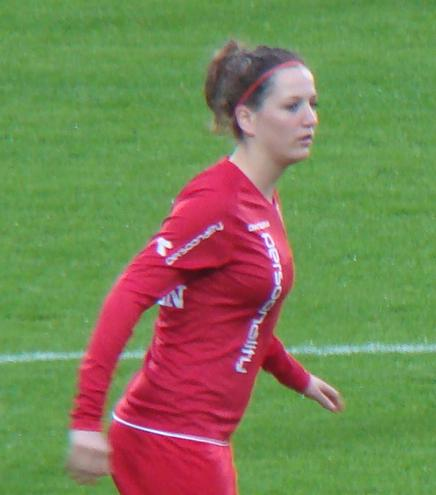
Ellen Jansen was topscorer in de oefenduels.

Topscorers in de oefenduels
| # | Naam                   | Goals |
| - | ---------------------- | ----- |
| 1 | Ellen Jansen           | 5     |
| 1 | Marianne van Brummelen | 5     |
| 3 | Anouk Dekker           | 4     |
| 4 | Carmen Bleuming        | 2     |
| 4 | Amber van der Heijde   | 2     |
| 4 | Larissa Wigger         | 2     |
| 7 | Marloes de Boer        | 1     |
| 7 | Maayke Heuver          | 1     |
| 7 | Marlous Pieëte         | 1     |
| 7 | Mirte Roelvink         | 1     |
| 7 | Maud Roetgering        | 1     |

### Eredivisie
|                                                                                |                                                                                                |               |                                                                                          | |
| 1 oktober 2009                                                                 | FC Twente                                                                                      | 0 - 2 (0 - 1) | ADO Den Haag                                                                             | Opstelling FC Twente: |
| FC Twente-trainingscentrum 200 toeschouwers Berben                             |                                                                                                |               | 35' Renate Jansen 88' Kirsten Koopmans                                                   | Loeven, Roelvink, Minnaar, Winter (82' Van der Heijde), Van De Putte, Heuver, Dekker , Hulshof, Pieëte, Jansen (72' De Kort), Van Brummelen (74' Worm)                                   |
| - Marianne van Brummelen en Suzanne de Kort maakten hun debuut voor FC Twente. |                                                                                                |               |                                                                                          | |
|                                                                                |                                                                                                |               |                                                                                          | |
| 8 oktober 2009                                                                 | Willem II                                                                                      | 5 - 2 (4 - 0) | FC Twente                                                                                | Opstelling FC Twente: |
| Sportcomplex Bijstervelden 500 toeschouwers                                    | Karin Stevens 9' Cindy Burger 29' Dominique Vugts 31' Renée Slegers 36' Kirsten van de Ven 90' |               | 54' Ellen Jansen 82' Suzanne de Kort                                                     | Loeven, Roelvink, Roetgering, Van De Putte, Bakker, Heuver, Hulshof (46' Roessink), Jansen (72' Van Brummelen), De Kort, Pieëte, Dekker                                                  |
|                                                                                |                                                                                                |               |                                                                                          | |
| 15 oktober 2009                                                                | AZ                                                                                             | 1 - 1 (1 - 1) | FC Twente                                                                                | Opstelling FC Twente: |
| TATA Steel Stadion 750 toeschouwers A. de Jong                                 | Chantal de Ridder 39'                                                                          |               | 8' Ellen Jansen                                                                          | Loeven, Roelvink, Roetgering (74' Winter), Van De Putte, Bakker, Heuver, Onzia (73' Hulshof), Jansen, De Kort, Pieëte (64' Van Brummelen), Dekker                                        |
|                                                                                |                                                                                                |               |                                                                                          | |
| 5 november 2009                                                                | FC Twente                                                                                      | 2 - 1 (0 - 1) | FC Utrecht                                                                               | Opstelling FC Twente: |
| FC Twente-trainingscentrum 120 toeschouwers                                    | Anouk Dekker 53' Marlous Pieëte 85'                                                            |               | 35' Tessa Oudejans                                                                       | Loeven, Roelvink, Roetgering, Bakker, Van De Putte, De Kort (46' Van Brummelen), Onzia (46' Hulshof), Heuver (87' Wigger), Dekker , Pieëte, Jansen Dekker                                |
|                                                                                |                                                                                                |               |                                                                                          | |
| 26 november 2009                                                               | ADO Den Haag                                                                                   | 1 - 3 (0 - 2) | FC Twente                                                                                | Opstelling FC Twente: |
| ADO Den Haag Stadion 400 toeschouwers I.G.M. Oostrom                           | Lisanne Grimberg 59'                                                                           |               | 19' Maayke Heuver 21' Marlous Pieëte 55' Suzanne de Kort                                 | Loeven, Roelvink, Roetgering, Bakker (53' Winter), Worm (61' Minnaar), Heuver, Dekker , Hulshof, De Kort, Jansen (72' Van Brummelen), Pieëte                                             |
|                                                                                |                                                                                                |               |                                                                                          | |
| 30 november 2009                                                               | sc Heerenveen                                                                                  | 4 - 3 (3 - 0) | FC Twente                                                                                | Opstelling FC Twente: |
| Sportpark Skoatterwâld 200 toeschouwers Kloeze                                 | Sylvia Smit 5' Jorieke Olde Loohuis 43' Lieke Martens 45' Sylvia Smit 59'                      |               | 65' Suzanne de Kort 68' Carola Winter 80' Carola Winter                                  | Loeven, Roelvink , Roetgering (46' Winter), Bakker (68' Van der Heijde), Van De Putte, Heuver, Minnaar, Hulshof, De Kort, Jansen (68' Van Brummelen), Pieëte                             |
|                                                                                |                                                                                                |               |                                                                                          | |
| 3 december 2009                                                                | FC Twente                                                                                      | 2 - 1 (0 - 1) | Willem II                                                                                | Opstelling FC Twente: |
| FC Twente-trainingscentrum 120 toeschouwers                                    | Ellen Jansen 70' Anouk Dekker 85'                                                              |               | 37' Cindy Burger                                                                         | Loeven, Roelvink, Roetgering, Bakker, Van De Putte, Heuver (73' Winter), Hulshof, Wigger (65' Van Brummelen), De Kort (65' Jansen), Dekker , Pieëte Van De Putte                         |
|                                                                                |                                                                                                |               |                                                                                          | |
| 10 december 2009                                                               | FC Utrecht                                                                                     | 1 - 1 (0 - 0) | FC Twente                                                                                | Opstelling FC Twente: |
| Sportcomplex Zoudenbalch 200 toeschouwers D.J. Higler                          | Manon van den Boogaard 85' (pen.)                                                              |               | 86' Anouk Dekker                                                                         | Loeven, Roelvink, Roetgering, Bakker (68' Wigger), Van De Putte, Heuver, Dekker , Hulshof, De Kort (84' De Kort), Jansen (46' Van Brummelen), Pieëte Dekker                              |
|                                                                                |                                                                                                |               |                                                                                          | |
| 21 januari 2010                                                                | FC Twente                                                                                      | 0 - 0         | AZ                                                                                       | Opstelling FC Twente: |
| De Grolsch Veste 250 toeschouwers Kuik                                         |                                                                                                |               |                                                                                          | Loeven, Minnaar (71' Roetgering), Roelvink, Van De Putte, Worm, Heuver, Dekker , Hulshof, Van der Heijde (51' Jansen, De Kort (83' Van Brummelen), Pieëte Worm (68')                     |
|                                                                                |                                                                                                |               |                                                                                          | |
| 25 januari 2010                                                                | FC Twente                                                                                      | 1 - 1 (1 - 1) | sc Heerenveen                                                                            | Opstelling FC Twente: |
| FC Twente-trainingscentrum 100 toeschouwers Mevr. Peters                       | Suzanne de Kort 44'                                                                            |               | 35' Sylvia Smit                                                                          | Loeven, Roetgering, Roelvink, Van De Putte, Worm (58' Minnaar), Heuver, Dekker , Hulshof (46' Van Brummelen), Van der Heijde, De Kort, Pieëte (46' Jansen) Van De Putte, Dekker, Minnaar |
|                                                                                |                                                                                                |               |                                                                                          | |
| 28 januari 2010                                                                | AZ                                                                                             | 2 - 0 (1 - 0) | FC Twente                                                                                | Opstelling FC Twente: |
| TATA Steel Stadion 150 toeschouwers Brouwer                                    | Jessica Fishlock 21' Chantal de Ridder 54'                                                     |               |                                                                                          | Loeven, Roelvink, Minnaar, Van De Putte, Worm (67' Roetgering), Hulshof, Dekker , Wigger Van der Heijde (46' Jansen), De Kort (67' Van Brummelen), Pieëte                                |
|                                                                                |                                                                                                |               |                                                                                          | |
| 18 februari 2010                                                               | Willem II                                                                                      | 3 - 4 (0 - 3) | FC Twente                                                                                | Opstelling FC Twente: |
| Het Zuiderpark 250 toeschouwers T. Klein Zieverink                             | Dominique Vugts 49' Kirsten van de Ven 60' Dominique Vugts 87'                                 |               | 2' Marlou Jacobs (e.d.) 40' Maayke Heuver 45' Suzanne de Kort 83' Marianne van Brummelen | Loeven, Roelvink, Roetgering (80' Roessink), Van De Putte, Worm (70' Heuvels), Heuver, Dekker , Hulshof, Van Brummelen, De Kort (75' Jansen), Pieëte Worm (29')                          |
|                                                                                |                                                                                                |               |                                                                                          | |
| 11 maart 2010                                                                  | FC Twente                                                                                      | 1 - 0 (1 - 0) | FC Utrecht                                                                               | Opstelling FC Twente: |
| FC Twente-trainingscentrum 200 toeschouwers A. de Jong                         | Suzanne de Kort 5'                                                                             |               |                                                                                          | Loeven, Roetgering, Roelvink, Bakker, Van De Putte, Hulshof, Dekker , Heuver (63' Onzia), Van Brummelen (46' Jansen), De Kort, Pieëte                                                    |
|                                                                                |                                                                                                |               |                                                                                          | |
| 18 maart 2010                                                                  | sc Heerenveen                                                                                  | 1 - 1 (1 - 0) | FC Twente                                                                                | Opstelling FC Twente: |
| Sportpark Skoatterwâld 70 toeschouwers Van der Roest                           | Sylvia Smit 17'                                                                                |               | 47' Marlous Pieëte                                                                       | Loeven, Roetgering (46' Heuvels), Roelvink, Bakker, Worm (46' Jansen), Hulshof, Dekker , Heuver, Van Brummelen, De Kort (76' Van der Heijde), Pieëte                                     |
|                                                                                |                                                                                                |               |                                                                                          | |
| 8 april 2010                                                                   | ADO Den Haag                                                                                   | 2 - 2 (1 - 1) | FC Twente                                                                                | Opstelling FC Twente: |
| ADO Den Haag Stadion 600 toeschouwers L. Looije                                | Jill Wilmot 33' Marelle Worm 50'                                                               |               | 16' Marianne van Brummelen 81' Mirte Roelvink                                            | Loeven, Roetgering (46' Heuver), Roelvink, Bakker, Van De Putte, Hulshof (72' Heuvels), Dekker , Pieëte, Van Brummelen, De Kort, Jansen                                                  |
|                                                                                |                                                                                                |               |                                                                                          | |
| 14 april 2010                                                                  | FC Twente                                                                                      | 0 - 1 (0 - 1) | ADO Den Haag                                                                             | Opstelling FC Twente: |
| FC Twente-trainingscentrum 250 toeschouwers J. Wossink                         |                                                                                                |               | 16' Sheila van den Bulk                                                                  | Loeven, Roetgering, Roelvink, Bakker, Van De Putte (45' Worm), Hulshof, Dekker , Pieëte, Van Brummelen (72' Bleuming), De Kort (35' Heuver), Jansen Dekker (86'), Heuver (90')           |
|                                                                                |                                                                                                |               |                                                                                          | |
| 29 april 2010                                                                  | FC Twente                                                                                      | 2 - 2 (0 - 0) | Willem II                                                                                | Opstelling FC Twente: |
| De Grolsch Veste 400 toeschouwers A. Laarhuis                                  | Ellen Jansen 60' Ellen Jansen 63'                                                              |               | 76' Marlou Peters 90' Mauri van de Wetering                                              | Loeven, Roelvink, Heuvels, Bakker, Worm, Hulshof, Dekker , Heuver (76' Van Brummelen), De Kort, Jansen, Pieëte Worm (43')                                                                |
|                                                                                |                                                                                                |               |                                                                                          | |
| 6 mei 2010                                                                     | FC Twente                                                                                      | 0 - 0         | AZ                                                                                       | Opstelling FC Twente: |
| De Grolsch Veste 600 toeschouwers R. Kuik                                      |                                                                                                |               |                                                                                          | Van Luyn, Roelvink , Roetgering, Bakker, Heuvels, Onzia, Van der Heijde (74' Pieëte), Roessink (46' Heuver), Bleuming, Jansen (62' De Kort), Van Brummelen                               |
|                                                                                |                                                                                                |               |                                                                                          | |
| 12 mei 2010                                                                    | FC Utrecht                                                                                     | 1 - 1 (0 - 1) | FC Twente                                                                                | Opstelling FC Twente: |
| Sportcomplex Zoudenbalch 300 toeschouwers J. Bleije                            | Monique van Veen 63'                                                                           |               | 21' Marlous Pieëte                                                                       | Loeven, Roetgering, Heuvels (46' Roelvink), Bakker, Worm, Hulshof, Dekker , Heuver, De Kort (46' Van Brummelen), Jansen, Pieëte                                                          |
|                                                                                |                                                                                                |               |                                                                                          | |
| 19 mei 2010                                                                    | FC Twente                                                                                      | 3 - 3 (1 - 1) | sc Heerenveen                                                                            | Opstelling FC Twente: |
| De Grolsch Veste 1.500 M. Pérez                                                | Maayke Heuver 9' Larissa Wigger 54' Marlous Pieëte 87'                                         |               | 24' Sylvia Smit 59' Cynthia Beekhuis 90' Si Shut Hau                                     | Loeven, Roelvink, Roetgering, Bakker (46' Worm), Heuvels, Hulshof, Jansen (46' Van der Heijde), Wigger (74' Van Brummelen), Heuver, Dekker , Pieëte Hulshof (57'), Heuvels (62')         |

### KNVB beker
|                                                                         | |                    | | |
| 6 februari 2010                                                         | Wartburgia | 0 - 4              | FC Twente | Opstelling FC Twente: |
| (2e ronde) Sportpark Drieburg                                           | |                    | Marianne van Brummelen Lenie Onzia Jolijn Heuvels                                                                     | Van Luyn, Minnaar, Heuvels, Wigger, Worm, Onzia, Roessink, Bleuming, Jansen (De Kort), Van Brummelen, Van der Heijde (Heuver)               |
|                                                                         | |                    | | |
| 3 april 2010                                                            | The Knickerbockers | 0 - 3 (0 - 0)      | FC Twente | Opstelling FC Twente: |
| (1/8 finale) Sportcentrum RuG & HG W. Bosgraaf                          | |                    | 61' Suzanne de Kort (pen.) 69' Marlous Pieëte 80' Anouk Dekker                                                        | Loeven, Roelvink, Roetgering, Bakker, Heuvels, Hulshof (Dekker), Pieëte, Heuver, Bleuming (Van Vrummelen), De Kort, Van der Heijde (Jansen) |
|                                                                         | |                    | | |
| 17 april 2010                                                           | FC Twente | 3 - 3 (2 - 1)      | AZ | Opstelling FC Twente: |
| (1/4 finale) FC Twente-trainingscentrum 150 toeschouwers F.E. ter Brake | Anouk Dekker 44' (pen.) Marlous Pieëte 45' Ellen Jansen 61' Kirsten Bakker Marloes Hulshof Ellen Jansen Maayke Heuver Anouk Dekker | TWE w.n.s. (4 - 2) | 29' Loïs Oudemast 55' Kim Dolstra 85' Jessica Fishlock Dionne Demarteau Bouchra Moudou Desiree van Lunteren           | Loeven, Roelvink, Heuvels, Bakker, Worm, Hulshof, Heuver, Dekker , Jansen, De Kort (86' Bleuming), Pieëte (85' Van Brummelen)               |
|                                                                         | |                    | | |
| 8 mei 2010                                                              | Ter Leede | 3 - 3 (0 - 1)      | FC Twente | Opstelling FC Twente: |
| (1/2 finale) Sportpark Roodemolen 20 toeschouwers H. Merkestein         | Kimberley Vermeij 49' Manon Micha 70' Kimberley Vermeij 90'                                                                        | TLE w.n.s. (4 - 3) | 44' Marlous Pieëte 67' Anouk Dekker 78' Anouk Dekker Lenie Onzia Siri Worm Maayke Heuver Maud Roetgering Anouk Dekker | Loeven, Roelvink (73' Roetgering), Heuvels, Wigger, Worm, Heuver, Dekker , Hulshof, De Kort (65' Van Brummelen), Jansen (90' Onzia), Pieëte |

## Statistieken

### Algemeen
| Omschrijving                  | Kader      | Uitkomst                                            |
| ----------------------------- | ---------- | --------------------------------------------------- |
| Grootste overwinning          | Competitie | ADO Den Haag uit (1-3)                              |
| Grootste overwinning          | Beker      | Wartburgia uit (0-4)                                |
| Grootste nederlaag            | Competitie | Willem II uit (5-2)                                 |
| Grootste nederlaag            | Beker      | n.v.t.                                              |
| Meest doelpuntrijke wedstrijd | Competitie | Willem II uit (5-2 en 3-4), sc Heerenveen uit (4-3) |
| Meest doelpuntrijke wedstrijd | Beker      | AZ thuis (3-3), Ter Leede uit (3-3)                 |

### Topscorers

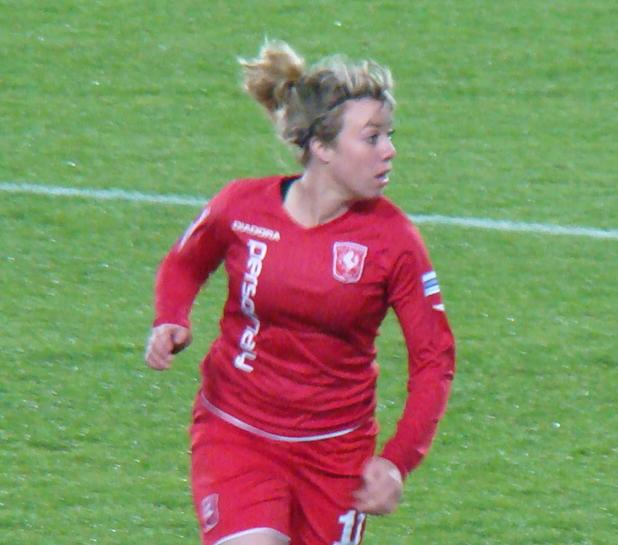
Topscorer Marlous Pieëte.

| #                 | Naam                   | ED | B  | Tot. |
| ----------------- | ---------------------- | -- | -- | ---- |
| 1                 | Marlous Pieëte         | 5  | 3  | 8    |
| 2                 | Anouk Dekker           | 3  | 4  | 7    |
| 2                 | Suzanne de Kort        | 6  | 1  | 7    |
| 4                 | Ellen Jansen           | 5  | 1  | 6    |
| 5                 | Marianne van Brummelen | 2  | 2  | 4    |
| 6                 | Maayke Heuver          | 3  | 0  | 3    |
| 7                 | Carola Winter          | 2  | 0  | 2    |
| 8                 | Jolijn Heuvels         | 0  | 1  | 1    |
| 8                 | Lenie Onzia            | 0  | 1  | 1    |
| 8                 | Mirte Roelvink         | 1  | 0  | 1    |
| 8                 | Larissa Wigger         | 1  | 0  | 1    |
| e.d. tegenstander | e.d. tegenstander      | 1  | 0  | 1    |
| Totaal            | Totaal                 | 29 | 13 | 42   |

### Assists

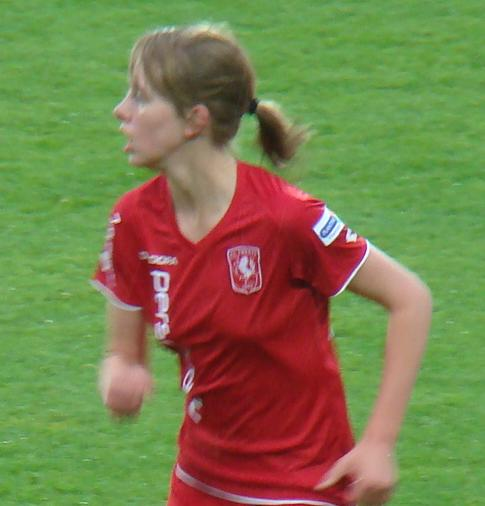
Aangever Marianne van Brummelen.

| #      | Naam                   | ED | B | Tot. |
| ------ | ---------------------- | -- | - | ---- |
| 1      | Marianne van Brummelen | 2  | 0 | 2    |
| 1      | Ellen Jansen           | 1  | 1 | 2    |
| 1      | Suzanne de Kort        | 1  | 1 | 2    |
| 4      | Kirsten Bakker         | 1  | 0 | 1    |
| 4      | Amber van der Heijde   | 1  | 0 | 1    |
| 4      | Mirte Roelvink         | 0  | 1 | 1    |
| Totaal | Totaal                 | 6  | 3 | 9    |

### Gele kaarten
| #      | Naam               | ED | B | Tot. |
| ------ | ------------------ | -- | - | ---- |
| 1      | Anouk Dekker       | 4  | 0 | 4    |
| 2      | Siri Worm          | 3  | 0 | 3    |
| 3      | Lorca Van De Putte | 2  | 0 | 2    |
| 4      | Jolijn Heuvels     | 1  | 0 | 1    |
| 4      | Maayke Heuver      | 1  | 0 | 1    |
| 4      | Marloes Hulshof    | 1  | 0 | 1    |
| 4      | Félicienne Minnaar | 1  | 0 | 1    |
| Totaal | Totaal             | 5  | 0 | 5    |

## Jong FC Twente / ATC '65
Voor het eerst had FC Twente dit seizoen ook een beloftenteam. Onder de naam vv ATC '65 kwam het elftal onder leiding van Bert-Jan Heupers uit in de Eerste Klasse B. De speelsters kwamen uit het onder 17 elftal welke vorig seizoen in een B-junioren competitie voor jongens uitkwamen.
In vergelijking met het voorgaande seizoen werden Ines Roessink, Kirsten Bakker, en Maud Roetgering overgeheveld naar het eerste elftal van FC Twente.
Op 13 mei 2010 werd de ploeg kampioen, waarmee het elftal zich plaatste voor de promotie play-offs. In de play-offs werd elk duel winnend afgesloten, waarmee promotie naar de hoofdklasse werd afgedwongen.
Selectie seizoen 2009/10:
| Positie         | Spelers |
| --------------- | --- |
| Doelverdediging | Charlotte Moor (1992), Esther Stonks (1993) |
| Verdediging     | Suzan Boekelder (1994), Tessa Klein Braskamp (1994), Marese Nijman (1992), Nathalja Nijman (1992), Rozemarijn Veldhuis (1991), Joella de Vos (1993) |
| Middenveld      | Jirre den Biesen (1993), Marthe Munsterman (1993), Valerie Seinen (1993), Sanne van Vemde (1991)                                                    |
| Aanval          | Linda de Graaff (1993), Joyce Mijnheer (1992), Leanne Pegge (1993), Tashira Renfurm (1993)                                                          |

De selectie wordt bij wedstrijden aangevuld met reservespelers van het eerste elftal en spelers uit de voetbalacademie.

### Jong FC Twente in de KNVB beker
Door het winnen van de poule in de 1e ronde van het bekertoernooi stroomden de beloften door naar de knock-outfase van het toernooi. RKSVO uit Ospel werd door de KNVB aan het beloftenelftal gekoppeld middels de loting. Nadat die ploeg met 5-0 verslagen werd, kwam Eredivisionist sc Heerenveen op bezoek. De Friezen bleken een maatje te groot, waardoor de beloften afscheid moesten nemen van het bekertoernooi.
|                                                                         |                                                                             |               |                                                        | |
| 6 februari 2010                                                         | VV ATC '65 / beloften FC Twente                                             | 5 - 0 (2 - 0) | RKSVO                                                  | Opstelling Beloften FC Twente: |
| (2e ronde) FC Twente-trainingscentrum 50 toeschouwers                   | Joyce Mijnheer Tessa Klein Braskamp (pen.) Jirre den Biesen Tashira Renfurm |               |                                                        | Stronks, Boekelder, Veldhuis, Klein Braskamp , M. Nijman, Munsterman (Seinen), N. Nijman, Mijnheer (Renfurm), De Graaff (Van Vemde), Pegge, Den Biesen          |
|                                                                         |                                                                             |               |                                                        | |
| 3 april 2010                                                            | VV ATC '65 / beloften FC Twente                                             | 0 - 3 (0 - 3) | sc Heerenveen                                          | Opstelling Beloften FC Twente: |
| (1/8 finale) FC Twente-trainingscentrum 50 toeschouwers N.M. Poelarends |                                                                             |               | 2' Cynthia Beekhuis 19' Sylvia Smit 26' Sherida Spitse | Stronks, N. Nijman, Veldhuis (46' Boekelder), Klein Braskamp , M. Nijman, Den Biesen, Munsterman, Onzia, De Graaff, Pegge (59' Van Vemde), Renfurm (59' Seinen) |

### Jong FC Twente in de Competitie
| # | Land            | Wedstrijden | Wedstrijden | Wedstrijden | Wedstrijden | Doelpunten | Doelpunten | Doelpunten | Punten |
| - | --------------- | ----------- | ----------- | ----------- | ----------- | ---------- | ---------- | ---------- | ------ |
| # | Land            | G           | W           | G           | V           | V          | T          | Saldo      | Punten |
| 1 | ATC '65         | 22          | 20          | 2           | 0           | 93         | 15         | +78        | 62     |
| 2 | Wartburgia      | 22          | 17          | 3           | 2           | 79         | 24         | +55        | 54     |
| 3 | DTS Ede         | 24          | 14          | 3           | 7           | 69         | 35         | +34        | 45     |
| 4 | Be Quick Dokkum | 24          | 11          | 4           | 9           | 42         | 33         | +9         | 37     |
| 5 | sc Klarenbeek   | 24          | 10          | 3           | 11          | 40         | 51         | −11        | 33     |

| # | Naam                   | Goals |
| - | ---------------------- | ----- |
| 1 | Joyce Mijnheer         | 35    |
| 2 | Leanne Pegge           | 16    |
| 3 | Lenie Onzia            | 6     |
| 3 | Tashira Renfurm        | 5     |
| 4 | Marianne van Brummelen | 4     |
| 4 | Sanne van Vemde        | 4     |

### Jong FC Twente in de Promotie Play-offs
|                                            |                                      |               |                                                 | |
| 15 mei 2010                                | RKHVV 2                              | 1 - 3 (1 - 2) | VV ATC '65 / beloften FC Twente                 | Opstelling Beloften FC Twente: |
| Sportpark "De Blauwenburcht"               | Roxanne Nijenhuis (pen.)             |               | 2' Carmen Bleuming Lenie Onzia 85' Leanne Pegge | Van Luyn, Heuvels, Klein Braskamp , M. Nijman, Roessink, Munsterman, Onzia, Wigger, Renfurm, Mijnheer, Bleuming                                            |
|                                            |                                      |               |                                                 | |
| 22 mei 2010                                | VV ATC '65 / beloften FC Twente      | 1 - 0 (0 - 0) | Ste.Do.Co                                       | Opstelling Beloften FC Twente: |
| FC Twente-trainingscentrum F.M. Hoogendijk | Tessa Klein Braskamp 90+3'           |               |                                                 | Van Luyn, N. Nijman, Veldhuis, Klein Braskamp , M. Nijman, Roessink, Onzia, Wigger (46' Pegge), Bleuming, Mijnheer, Renfurm (75' De Graaff)                |
|                                            |                                      |               |                                                 | |
| 29 mei 2010                                | VV ATC '65 / beloften FC Twente      | 2 - 0 (2 - 0) | SC Buitenveldert                                | Opstelling Beloften FC Twente: |
| Sportpark Be Quick '28                     | Joyce Mijnheer 15' Ines Roessink 25' |               |                                                 | Van Luyn, N. Nijman, Heuvels, Klein Braskamp , Wigger, Roessink, Onzia, Munsterman (88' Veldhuis), Bleuming (82' De Graaff), Mijnheer, Renfurm (75' Pegge) |